# Fath Union Sport de Rabat
Il Fath Union Sport de Rabat (in arabo الفتح الرياضي), abbreviato FUS o FUS Rabat, è una squadra della capitale del Marocco, Rabat, fondata nel 1946. Milita nella Botola 1 Pro, la massima divisione del campionato marocchino di calcio.
Gioca le partite casalinghe allo stadio Belvédère e vive una rivalità con l'altra squadra cittadina, il FAR Rabat.

## Storia
La storia del club si intreccia con quella del Club Omnisports omonimo di cui fa parte, che oggi comprende quasi 10 200 praticanti e circa 18 sezioni. Il club fu fondato nel 1946 e gioca nella prima divisione del campionato marocchino dal 2009.

### Prima dell'indipendenza marocchina (1946-1956)
Sotto la guida del presidente Maati Bakhaï, il FUS condusse campionati difficili, per poi accedere al massimo campionato nazionale nella stagione 1949-1950. Riuscì a partecipare per la prima volta alla Coppa dell'Africa del nord nel 1952-1953.

### Le prime vittorie nella Coppa del Trono
Nel 1961 il FUS arrivò in finale nella Coppa del Trono, la coppa nazionale marocchina, e perse contro il Mouloudia Oujda (MCO) (0-1). Il club retrocesse poi in seconda divisione e ritrovò un posto in massima categoria nella stagione 1961-1962.
Nel 1967 il FUS aggiunse un primo trofeo al proprio palmarès, vincendo la Coppa del Trono nella finale di Casablanca contro il Renaissance Sportive de Settat, battuto con il punteggio di 2-1, con i gol di Fattah e Laroussi.
Nel 1973 il club vinse ancora una volta la Coppa del Trono, in finale contro l'Ittihad Khemisset Zemmouri (IZK) con il punteggio 3-2 allo stadio Al Inbiâat Agadir, grazie ai gol di Blinda e Séghir. Nello stesso anno giunse in finale di Coppa dell'Africa del nord, ma fu sconfitto ai tiri di rigore dal Mouloudia d'Alger.
Tre anni dopo, nel 1976, vinse per la terza volta la Coppa del Trono, in finale contro il KAC Kenitra allo stadio di Tangeri (1-0 con gol di Khaled Labied).
Degni di nota furono anche i secondi posti in campionato ottenuti nel 1973, 1974 e 1981.

### Anni novanta e duemila
Il FUS dovrà attendere fino alla stagione 1994-1995 per vincere di nuovo la Coppa del Trono, battendo in finale l'Olympique Club de Khouribga per 2-0 grazie ai gol di Postnov e Hammou. Nel 1995, sotto la guida del tecnico francese Philippe Troussier, partecipò dunque per la prima volta a una manifestazione internazionale, la Coppa delle Coppe d'Africa, dove raggiunse i quarti di finale (eliminata dall'Arab Contractors con il risultato aggregato di 0-1). 
Nel 2001 il FUS giunse secondo in campionato e nel 2002 partecipò alla Coppa CAF, dove non andò oltre il secondo turno, eliminato dagli ivoriani del Satellite (0-1 il risultato complessivo). 
Dopo la sconfitta nella finale della Coppa del Trono del 2009 contro i rivali cittadini del FAR Rabat, nel 2010 arrivarono due successi per il FUS, la vittoria della Coppa del Trono allo stadio Moulay Abdallah, grazie al 2-1 in finale contro il Maghreb Fès con reti di Issoufou ed El Fatihi, e la Coppa della Confederazione CAF, primo alloro internazionale per il club di Rabat, vinta grazie al 3-2 complessivo nella doppia finale contro i tunisini dello Sfaxien.
Secondo in campionato nel 2012, il FUS si aggiudicò per la prima volta il titolo marocchino nel 2016 sotto la guida di Walid Regragui e con due punti di vantaggio sul Wydad Casablanca.

## Allenatori
- Léopold Anoul (1973-1974)
- Zaki Badou (1993-1994)
- Philippe Troussier (1995-1997)
- Ivica Todorov (1998-2000)
- Yves Herbet (1999-2003)
- François Bracci (2007)
- Rachid Taoussi (2007-2008)
- Hassan Moumen (2008)
- Hussein Amotta (1º luglio 2008 - 24 giugno 2011)
- Jamal Sellami (30 giugno 2011 - 8 maggio 2014)
- Walid Regragui (8 maggio 2014 - 22 gennaio 2020)
- Mustapha Khalfi (22 gennaio 2020 - 26 aprile 2021)
- Demba Mbaye (27 aprile 2021 - 1º agosto 2021)
- Amine Benhachem (20 agosto 2021 - 3 novembre 2021)
- Noureddine Benomar (3 novembre 2021 - 10 novembre 2021)
- Jamal Sellami (11 novembre 2021 -)

## Palmarès

### Competizioni nazionali
- Campionato marocchino: 1

2015-2016
- Coppa del Marocco: 6

1966-1967, 1972-1973, 1975-1976, 1994-1995, 2009-2010, 2013-2014
- Botola 2: 3

1997-1998, 2006-2007, 2008-2009

### Competizioni internazionali
- Coppa della Confederazione CAF: 1

2010

### Altri piazzamenti
- Campionato marocchino:

Secondo posto: 1972-1973, 1973-1974, 1980-1981, 2000-2001, 2011-2012
Terzo posto: 2022-2023
- Coppa del Marocco:

Finalista: 1959-1960, 2008-2009, 2014-2015
Semifinalista: 1968-1969, 1974-1975, 1978-1979, 1979-1980, 1991-1992
- Coppa della Confederazione CAF:

Semifinalista: 2016, 2017
- Supercoppa CAF:

Finalista: 2011